# VD 17
VD 17 (Verzeichnis der im deutschen Sprachraum erschienenen Drucke des 17. Jahrhunderts, čili "Seznam tisků, vydaných v německém jazykovém prostoru v 17. století") je označení pro retrospektivní národní bibliografii německých tisků v období 1601–1700. Bibliografie navazuje na VD 16 (16. století) a zatím  se připravuje následující VD 18. Se soupisem začala Deutsche Forschungsgemeinschaft v roce 1996. V současnosti (prosinec 2017) obsahuje záznamy 299 597 vydání (titulů) z více než 700 000 exemplářů.